# Tropico 2: Il covo dei pirati
Tropico 2: Il covo dei pirati (Tropico 2: Pirate Cove) è un videogioco gestionale per Microsoft Windows e macOS realizzato da Frog City Software e uscito nel 2004. È il secondo episodio della serie Tropico e riprende molti elementi del primo titolo della serie (inclusa l'ambientazione su un'isola tropicale). In questo caso, però, l'azione si svolge nel XVII secolo, e il giocatore è chiamato ad amministrare un covo di pirati.

## Modalità di gioco
Ci sono tre modalità di gioco: scenario, partita personalizzate e campagna.
Gli scenari sono delle partite dove per ottenere la vittoria il giocatore deve soddisfare dei requisiti entro un arco di tempo. È possibile creare scenari personali utilizzando l'editor di mappe e scrivendo un copione.
Nelle partite personalizzate, si scelgono un Re dei pirati, il luogo dell'isola, la durata della partita e altri parametri. Per vincere la partita basta sopravvivere e si guadagna una medaglia in base al punteggio ottenuto.
La campagna è una storia del Re dei pirati suddivisa in 16 scenari che percorrono 60-70 anni di carriera di pirata e di corsaro.

### Capitani/Re dei Pirati
Ci sono 16 capitani pirata che possono essere usati come re dei pirati. Alcuni sono realmente esistiti, altri sono inventati:
- Anne Bonny
- Black Bart
- Blackbeard
- Bloody Mary: piratessa inventata
- Calico Jack
- Capitan Hook: personaggio ispirato a Capitan Uncino di Peter Pan
- Charlotte de Berry
- Francis l'Olonnais
- Henry Morgan
- Laurens de Graff
- Long John Silver: personaggio preso dal romanzo L'isola del tesoro
- Mary Read
- Nicholas van Hoorn
- Rock Brazilliano
- Rosanne Winnefree: capitano inventato
- William Kidd

### Differenze conTropico
- Governo: nel primo Tropico la carica del presidente dura qualche anno e bisogna riuscire a farsi rieleggere. In Tropico 2 sei un re dei pirati e rimani in carica per tutta la durata della partita, ma si può essere eliminati dai pirati scontenti con un colpo di Stato, dai prigionieri poco controllati con una rivolta o da una grande potenza furiosa con un'invasione(In questi tre casi si perde la partita).
- Guadagno: in Tropico 1 la fonte di guadagno è la produzione di beni e la loro esportazione. In Tropico 2 la fonte principale è il saccheggio: si inviano le navi pirata alla ricerca di navi da depredare e rapire prigionieri ricchi. Le industrie servono per la costruzione delle armi e di prodotti di consumo come Rum e Sigari. Le armi servono per le navi pirata, invece i prodotti di consumo servono per il divertimento dei pirati. Una piccola fonte di guadagno è il contrabbando dei beni con una grande potenza.
- Popolazione: Nel primo Tropico la popolazione è formato dai cittadini che ad ogni mandato voteranno il nuovo presidente. In Pirate Cove, la popolazione è suddivisa in pirati e prigionieri. I prigionieri praticano ogni lavoro sull'isola, lavorano nella produzioni di armi o di beni di consumo, edifici come la chiesa e la tenda per i prigionieri oppure in edifici per l'intrattenimento dei pirati come la tavola calda o il bordello. I prigionieri devono essere tenuti sotto controllo con editti ed edifici che emanano paura e ordine in modo da evitare fughe e rivolte. I pirati invece hanno lo scopo di andare in perlustrazione nei mari e depredare i vascelli, rapire prigionieri, saccheggiare colonie. Quando i pirati non sono in mare, spendono i loro guadagni dai saccheggi nei locali di divertimento. Inoltre, amano l'anarchia.[2]